# 迷子のわたしは、諦めることもうまくいかない
『迷子のわたしは、諦めることもうまくいかない』（まいごのわたしは、あきらめることもうまくいかない）は、2024年12月29日に中京テレビにて放送されたテレビドラマ。

## 概要
本ドラマは中京テレビにて制作・放送された三重県四日市市を舞台としたスペシャルドラマ。同市の協力のもと、四日市あすなろう鉄道を中心に、富田一色町の四日市ヒモノ食堂や羽津山緑地展望台などの名所や観光地をロケ地としている。主演の藤原さくらにとって本作がドラマ単独初主演となった。

## あらすじ
吉永凛子は都内に住む29歳のOL。30歳を間近に控え、急遽有給を取り、思い立って三重県四日市へと向かう。一人きりの旅。その目的は、現在はあすなろう鉄道の運転士を務めてる杉内翔平という、かつて同じ団地で交流のあった初恋の相手に「ある問い」を投げかけることだった。四日市の街並みを歩きながら、凛子は過去と向き合い、次第に自分自身の内面を見つめ直していく。風情溢れる風景でのひとときのなかで起こる地元の人々との偶然の出会いや交流、そして翔平との再会を通して、彼女の心の中には静かながらも確かな変化が芽生え始める。

## キャスト
吉永凛子〈29〉
演 - 藤原さくら
都内に住むOL。用事がなくても、つい早足で歩いてしまうクセがある。
杉内翔平
演 - 吉田仁人（M!LK）
四日市あすなろう鉄道の運転士。凛子の初恋相手。
和田美咲
演 - 辻凪子
凛子が旅先で出会う女性。ひとりで食べる夕食に飽きている。
谷川和子
演 - 猫背椿
和田がよく通う店の店長。趣味は大入道（おにゅうどう）グッズの収集。
小野浩二
演 - やついいちろう
四日市あすなろう鉄道の運転士。杉内の同僚。ひょんなことから凛子と出会う。

## スタッフ
- 脚本 - オコチャ[1]
- 監督 - 北川瞳[1]
- 音楽 - マーライオン[5]
- 主題歌 - やまもとはると「君の暮らす街」（Amuse）[6]
- 制作 - CTV MID ENJIN
- 制作プロダクション - スタジオねこ
- 製作著作 - 中京テレビ